# صفط جدام
صفط جدام، قرية رئيسية توأمية تابعة لمركز تلا التابع لمحافظة المنوفية في جمهورية مصر العربية.

## التاريخ
قرية صفط جدام من القرى القديمة، حيث يرجّح أن اسمها الأصلي «سُبد» نسبة إلى الإله سوبدو أحد المعبودات المصرية القديمة، وقد ورد ذكرها في أعمال جزيرة بني نصر في الروك الصلاحي تحت اسم «سفط الملوك»، وهو نفس الاسم الذي حملته القرية في العصر المملوكي حيث وردت بهذا الاسم في أعمال جزيرة بني نصر في الروك الناصري. وفي العصر العثماني، أظهر التربيع العثماني تغيّر تبعية القرية إلى ولاية المنوفية وذلك بعد إلغاء أعمال جزيرة بني نصر، وضمّها إلى ولاية المنوفية، كما تغيّر اسم القرية إلى «سفط جدام» حيث نسبت إلى قرية جدام المجاورة لتمييزها عن العديد من القرى الأخرى المشتركة معها في الاسم «سفط»، كما وردت القرية باسمها الحالي «صفط جدام» في الحصر الذي أجراه محمد علي باشا للأراضي المصرية سنة 1227هـ/1812م، وقد أوضح علي مبارك في كتابه الخطط التوفيقية أنها كانت في زمانه من قرى قسم منوف في مديرية المنوفية، وأن بها جامع ومهنة أهلها الزراعة. وقد أُلحقت القرية بعد ذلك بمركز تلا بعد أن أدخلت بعض التعديلات على الحدود الإدارية لمراكز مديرية المنوفية، وظلت تابعة لمركز تلا منذ ذلك الحين.

## السكان
بلغ عدد سكان صفط جدام 8,580 نسمة، منهم 4373 رجل و4،207 إمرأة، حسب الإحصاء الرسمي لعام 2006.